# Republik Hatay
Die Republik Hatay (türkisch Hatay Devleti, wörtlich Staat Hatay) war ein Staat, der formal vom 7. September 1938 bis zum 29. Juni 1939 existierte. Er war ein Übergangskonstrukt, das den ehemaligen Sandschak Alexandrette aus französischer Mandatsherrschaft im Rahmen des Völkerbundmandates für Syrien und Libanon in eine Provinz der Türkei überführte.
Dem vorausgegangen war ein zwei Jahrzehnte dauerndes Ringen um die Region, währenddessen es zu gewaltsamen Auseinandersetzungen zwischen verschiedenen ethnischen Gruppen im Sandschak und auch den Mandatstruppen gekommen war. 1936 führte der Streit um die Region in die diplomatische Alexandretta-Krise im Völkerbund. Frankreich und das Vereinigte Königreich stimmten letztlich einer Übereignung des Sandschaks an die Türkei zu, um sich im heraufziehenden Konflikt mit Deutschland der Neutralität der Türkei zu versichern.
Am 29. Juni 1939 wurde die Republik Hatay an die Türkei angegliedert und – ergänzt um die türkischen Distrikte Erzin, Dörtyol und Hassa – zur türkischen Provinz Hatay geformt.

## Vorgeschichte

### Der Zerfall des Osmanischen Reiches und die Aufteilung in Mandatsgebiete
Der Konflikt um die Region um Alexandretta war eine Folge der weitreichenden politischen Umwälzungen, die nach dem Ende des Ersten Weltkrieges im Nahen Osten stattfanden. Das Osmanische Reich, das auf der Verliererseite dieses Krieges stand, war bereits 1916 von Frankreich und Großbritannien im Sykes-Picot-Abkommen heimlich in Interessensphären aufgeteilt worden. Auf der Konferenz von Sanremo im April 1920 wurden dieser Aufteilung folgend drei Völkerbundmandate geschaffen mit der Begründung, auf diese Weise die neu entstandenen Nachfolgestaaten des Osmanischen Reiches auf dem Weg in die nationale Eigenständigkeit zu unterstützen. Eines dieser Mandate ging als „Völkerbundmandat für Syrien und Libanon“ in die Verantwortung Frankreichs über, wobei der ehemalige Sandschak Alexandrette im Mandatsgebiet inbegriffen war. Dieser Regelung stimmte im Vertrag von Sèvres im Sommer 1920 auch das Osmanische Reich zu.

### Der Zweite Weltkrieg wirft seine Schatten voraus
Frankreich sah sich in der Alexandretta-Frage mit einer komplizierten politischen Situation konfrontiert. Auf der einen Seite stand das geostrategische Interesse, den Hafen von Alexandretta zu besitzen, einen der wenigen leistungsfähigen Häfen der Südküste Kleinasiens. Auch die der Mandatsmacht anvertraute Handelsstadt Aleppo war traditionell stark auf diesen Hafen angewiesen und der wirtschaftliche Erfolg sicherte die französischen Investitionen in Syrien. Die Bevölkerung des ehemaligen Sandschaks war darüber hinaus während der 1920er-Jahre eindeutig nicht mehrheitlich türkisch. Obwohl diese Faktoren für einen unnachgiebigen Kurs Frankreichs gegenüber der Türkei gesprochen hätten, wurde der wachsende türkische Einfluss im ehemaligen Sandschak durch die französische Mandatspolitik hingenommen, bis er kaum umkehrbar war. Der Grund für die nachgiebige Haltung Frankreichs war die Befürchtung der französischen Politiker, dass die Türkei sich in einem erneuten Konflikt zwischen Frankreich und Deutschland wie im Ersten Weltkrieg wieder auf die deutsche Seite schlagen könnte.

### Frankreichs divide-et-impera-Politik
Der Einmarsch der Franzosen wurde sowohl nördlich wie auch südlich der neuen syrisch-türkischen Grenze nicht willkommen geheißen. In Alexandretta provozierte er unverzüglich eine Revolte gegen die französischen Streitkräfte. Zwischen 1918 und 1921 kam es zu mehreren Aufständen. Die zu diesem Zeitpunkt noch mit den Syrern verbündeten türkischen Kemalisten unterstützten den Widerstand nach Kräften.
Frankreich, dessen militärische Ressourcen nach dem verlustreichen Weltkrieg begrenzt waren, verlegte sich auf eine Divide-et-impera-Politik: Innerhalb Syriens wurde der nationale Widerstand durch die Besetzung von Damaskus und die Absetzung König Faisals am 25. Juli 1920 geschwächt. Außenpolitisch erreichte Frankreich im Abkommen vom 20. Oktober 1921 in Ankara eine Einigung mit der Türkei, die zur Einstellung der militärischen Unterstützung für die syrischen Rebellen führte und die französisch-türkischen Feindseligkeiten beendete. Im Gegenzug gestand Frankreich der Türkei unter anderem gewisse Sonderrechte in Hatay zu.
Innerhalb kurzer Zeit hatte Frankreich also die vormals verbündeten Kräfte erfolgreich gegeneinander ausspielen können. Rückblickend war nun aber auch der Grundstein für ein jahrelanges Ringen um Einfluss in Hatay gelegt und ein Prozess in Gang gesetzt, der in den folgenden beiden Jahrzehnten eine zunehmende Eigendynamik erfahren sollte.

### Die Turkifizierungspolitik der 1920er und 30er Jahre
Schon 1921 hatte die Türkei begonnen, ihre neuen Vorrechte für eine Turkifizierungspolitik in der Region Alexandretta zu nutzen und die dortige multiethnische Gesellschaft gezielt zu beeinflussen. Die Türkei machte von Anfang an keinen Hehl aus ihrem Ziel, die Region zurückzugewinnen. Atatürk beklagte 1923 in einer Rede, dass der Sandschak Alexandrette „vier Jahrhunderte lang Teil der türkischen Heimat“ gewesen sei und sich nun „in der Hand des Feindes“ befände.
So wurde das Bildungssystem deutlich an türkischen Bedürfnissen ausgerichtet, obwohl die türkischen Muttersprachler in den 1920ern eine Minderheit im Sandschak bildeten. Dies äußerte sich beispielsweise in einer Bevorzugung türkischer Schüler bei der Vergabe von Stipendien, der Verteilung des Budgets zugunsten türkischsprachigen Unterrichts und besseren Bildungsangeboten in türkischer Sprache bis hin zu gezielter Blockade arabischer Schulabschlüsse.
Auch die Verwaltung, die im Wesentlichen die alten osmanischen Beamten beibehalten hatte, war türkisch dominiert und die Chancen für Araber auf einen Posten waren signifikant schlechter als die eines Türken. Frankreich förderte dies zwar nicht, unternahm aber auch keine Anstrengungen dagegen. Ebenso waren Türken im Darak, einer paramilitärischen Polizeieinheit mit weitreichenden Befugnissen, und in geringerem Maße in der normalen Ordnungspolizei (Šurta) überrepräsentiert.
Eine sehr aktive Rolle nahm Frankreich dagegen bei der Modifizierung der Grenzen des Verwaltungsgebietes ein. Sie wurden im Laufe der 1920er mehrfach so verändert, dass die Bevölkerung einen zahlenmäßig immer höheren Anteil an Türken hatte.
Türkisch wurde darüber hinaus als gleichberechtigte Amtssprache neben Arabisch und Französisch eingeführt.

### Die Rolle der nichttürkischen Bevölkerung

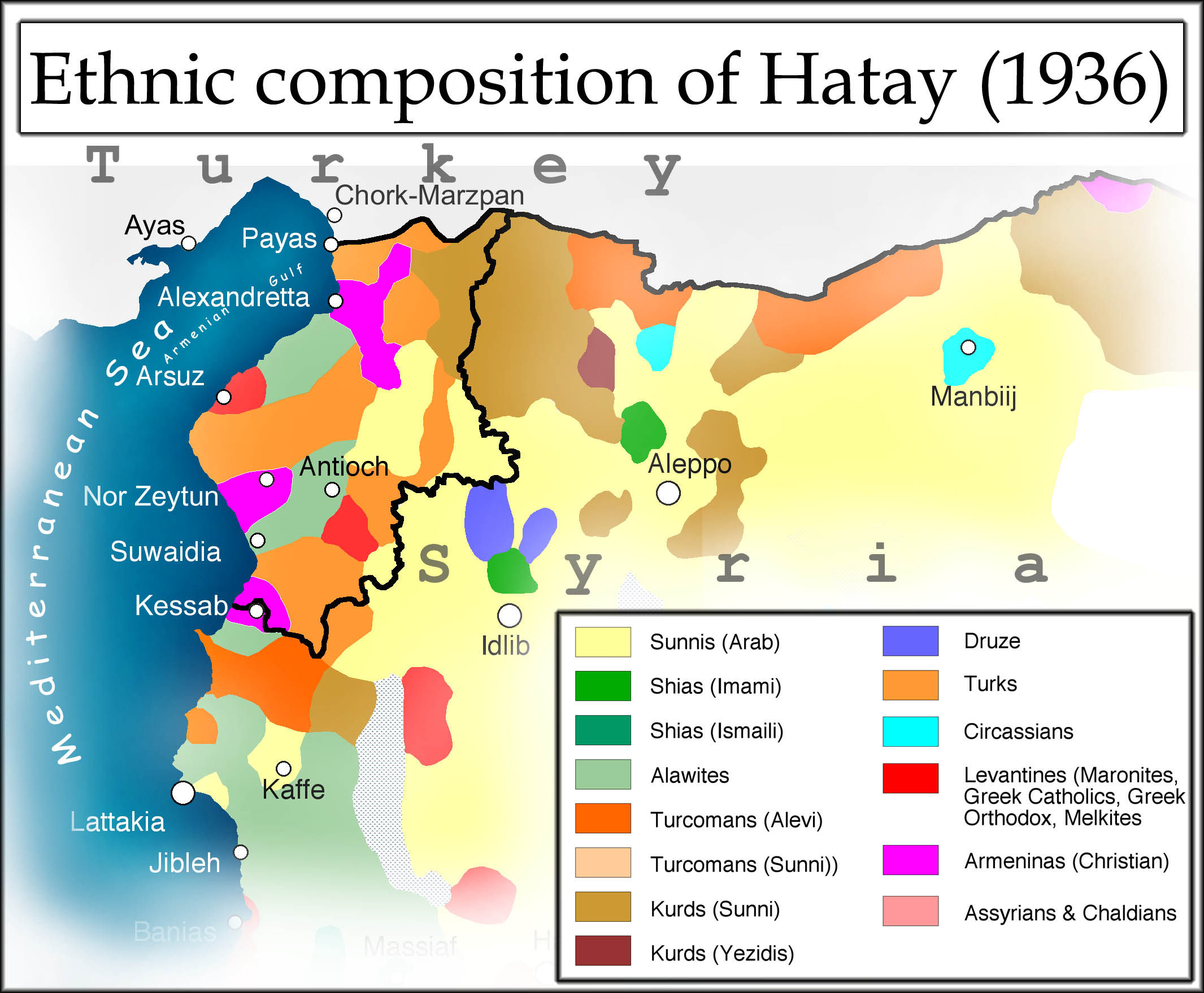
Ethnische Zusammensetzung des Staates Hatay

Die Einteilung der Bevölkerung des ehemaligen Sandschaks in ethnische und/oder religiöse Gruppen suggeriert ein exakteres Bild, als tatsächlich wiedergegeben werden kann. Teilweise sind die Trennlinien zwischen den Gruppen verschwommen, alternative Einteilungen wären möglich und die Zahlen aus den 1920er und 1930er Jahren sind nach heutigen Kriterien äußerst ungenau.
1936 betrug die Bevölkerungsanzahl 219.000 und setzte sich nach offiziellen französischen Statistiken zusammen aus: 38,9 % Türken, 28 % alawitische Araber, 10 % sunnitische Araber, 8,2 % christliche Araber, 11,4 % Armenier. Die Türkei behauptete hingegen, die Region sei zu 80 % von Türken bewohnt.
Die ethnischen Gruppierungen waren politisch und sozial zwar einigermaßen homogen, teilweise aber auch in sich fragmentiert. So gab es beispielsweise eine kommunistische und eine national-sozialistische armenische Bewegung.

#### Ethnisch unabhängige Positionen
Die reichen Grundbesitzer, Verwaltungsbeamten und Händler verfolgten quer durch die Ethnien hauptsächlich eigene wirtschaftliche Ziele und maßen weder dem türkischen noch dem arabischen Nationalismus eine besondere Bedeutung bei.
Die ältere Generation fühlte sich, auch auf arabischer Seite, der Türkei nostalgisch verbunden und sah die Alexandretta-Frage als eine Art Streit unter Brüdern, nicht unter Feinden an.
Dem gegenüber stand eine vor allem von der jüngeren Bevölkerung getragene Bewegung, die sich für den Nationalismus einsetzte, wobei die Türken sich für die kemalistische und die Armenier und Araber für die nationalsyrische bzw. sogar panarabische Idee aussprachen.

#### Armenier
Innerhalb des armenischen Blocks stand eine Mehrheit auf der Seite der nationalistischen Araber, da die Armenier aufgrund des Völkermords an den Armeniern während des Ersten Weltkriegs ein extrem schlechtes Verhältnis zu den Türken hatten.

#### Araber
Die Gruppe der nationalistischen Araber wurde hauptsächlich von der Uṣba-Bewegung Zaki al-Arsuzis repräsentiert, die eine panarabische Ideologie vertrat und sich sowohl gegen die französische Mandatsmacht, als auch gegen die türkischen Ansprüche wandte.
In der arabisch-muslimischen Gruppe vollzog sich von anfänglicher Befürwortung der Autonomie ein Wechsel hin zu nationalsyrischen Gedanken, da die weitgehend anti- bzw. areligiöse kemalistische Bewegung zunehmend als Gefahr für den Islam betrachtet wurde.
Die arabischen Christen, die hauptsächlich Händler waren, forderten hingegen überhaupt keine Änderung der Gesamtsituation, da sie ihre Interessen am ehesten von der Mandatsmacht Frankreich garantiert sahen.

#### Alawiten
Die Alawiten nahmen eher die Rolle einer Randgruppe ein. Sie befürworteten die Herstellung der Autonomie, weil sie darin eine Möglichkeit sahen, einem Minderheitsdasein in einem syrischen Gesamtstaat vorzubeugen.

## Die Alexandretta-Krise 1936/37
Blutige Auseinandersetzungen zwischen Türken und Arabern hatten 1934 bereits eine Verschärfung der Situation angekündigt. Trotzdem blieb die Diskussion um die Zukunft der Region um Alexandretta ein international und selbst in französischen Politikerkreisen wenig beachtetes Problem.
Dies änderte sich 1936. Die Türkei trat in diesem Jahr wiederholt als Fürsprecherin der angeblichen türkischen Bevölkerungsmehrheit in der Region Alexandretta während der syrisch-französischen Abkommensverhandlungen über einen Unabhängigkeitsvertrag auf. Diese Verhandlungen führten am 9. September 1936 trotzdem zur Unterzeichnung eines „Freundschafts- und Bündnisvertrages“ zwischen Syrien und seiner Mandatsmacht.
Die Forderungen seitens der Türkei nach einer Abtrennung der Region von Syrien und der Umwandlung in ein türkisch-französisches Protektorat wurden in der Folge jedoch immer lauter und schließlich vor den Völkerbund gebracht, was – auch auf Druck Großbritanniens hin – zu Verhandlungen und schließlich zum „Statut du Sandjak“ und dem „Loi fundamentale du Sandjak“ führte. Diese machten den Sandschak Alexandrette zu einer „entité distincte“, die in allen inneren Angelegenheiten autonom und frei von Militär war. Hintergrund war die bereits erwähnte Sorge von Franzosen und Briten, dass die Türkei in einem erneuten Krieg zwischen den europäischen Mächten Partei für das Deutsche Reich ergreifen könnte. Erwartungsgemäß vertrat Deutschland dann auch eine strikt protürkische Position.
Bei der Umsetzung dieser Beschlüsse kam es zu Beeinflussungsversuchen Frankreichs und der Türkei, die zum Ziel hatten, die türkische Minderheit in der Region in eine Mehrheit im Regionalparlament zu verwandeln. Es stellte sich jedoch heraus, dass eine solche Mehrheit nicht durch ein die Türken begünstigendes Wahlsystem und auch nicht durch Druck auf die Bevölkerung zu erreichen war. Tatsächlich konnte die Türkei wohl nur mit etwa 35 % der Stimmen rechnen.
Die Erkenntnis, dass Frankreich auf Druck der Türkei hin den Sandschak um jeden Preis abtrennen würde, führte zu Protesten der nichttürkischen Bevölkerung und ethnischen Spannungen, die sich in gewaltsamen Ausschreitungen entluden. Auch in diplomatischen Kreisen wurde das französische Verhalten als „würdelos“ kritisiert.

## Wahlen zum Regionalparlament 1938

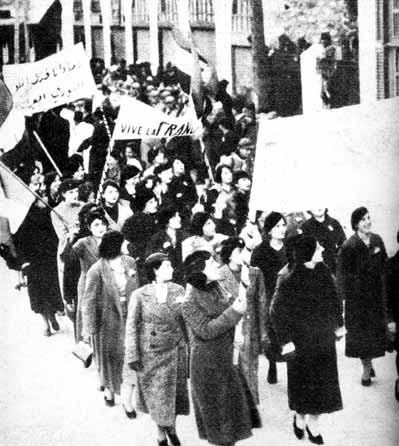
Frauen protestieren in Damaskus gegen die Abspaltung des Sandschaks Alexandrette.

Die Wahlen zum Regionalparlament fanden am 22. Juli 1938 statt und waren von massiven Wahlbeeinflussungen begleitet. Ihnen vorausgegangen waren Wochen intensiver Repression und gewaltsamer Zusammenstöße zwischen Türken und Arabern im Sandschak, bei denen teilweise scharf geschossen wurde.
Die mit nur etwa 60 Personen stark unterbesetzte Völkerbundkommission, die die anstehenden Wahlen hätte durchführen und überwachen sollen, erklärte aufgrund der massiven Repressalien durch den paramilitärischen Darak am 20. Juni 1938 ihren Rückzug aus dem Sandschak. Das Sondergericht des Völkerbunds, das dem „illegalen und brutalen“ Vorgehen nichts entgegensetzen konnte, folgte dem Beispiel. Obwohl für kurze Zeit erneut eine Völkerbundkommission entsendet wurde, einigten sich Frankreich und die Türkei am 4. Juli 1938 darauf, die Wahlen direkt zu kontrollieren.
Am 3. Juni 1938 wurde der Belagerungszustand verhängt. Die gewaltsamen Zusammenstöße intensivierten sich im Laufe des Monats. Arabisch-nationalistische Führer wurden inhaftiert, die innersyrische Grenze wurde für ausgereiste Araber und Armenier geschlossen, wohingegen tausende Türken in den Sandschak geholt wurden, um dort zu wählen.
Bereits im Vorfeld der Wahlen hatte der protürkisch eingestellte Major Collet, der kurzfristig den prosyrischen Delegierten Garreau als Verwalter der Region ersetzt hatte, den Türken zugesichert, bei der Erlangung von 22 der 40 Parlamentssitzen behilflich zu sein. Schon früher hatte Garreau gegenüber englischen Diplomaten eingestanden, dass es entsprechende Zusicherungen französischer Repräsentanten in Genf gegenüber ihren türkischen Kollegen gegeben hatte.
Am 2. August 1938 wurde das Ergebnis bekanntgegeben, das der türkischen Fraktion 66 % der Stimmen und damit exakt die 22 von Collet zugesicherten Sitze zusprach.
Die 57.008 registrierten Wähler gehörten folgenden „ethnischen Gruppierungen“ an (die sich nach damaliger Definition auch alleine aus einer bestimmten Religionszugehörigkeit herleiten konnten):
- Sunnitische Türken: 35.847
- Alawiten und Nusairier: 11.319
- Armenier: 5.504
- Orthodoxe Christen: 2.098
- Araber: 1.845
- Andere: 395

Die durch indirekte Wahl bestimmten vierzig Abgeordneten gehörten ihrerseits diesen Gruppierungen an:
- 22 Sunnitische Türken
- 9 Alawiten und Nusairier
- 5 Armenier
- 2 Orthodoxe Christen
- 2 Araber

## Unabhängigkeit

### Erste Parlamentsbeschlüsse

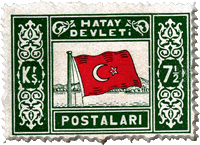
Briefmarke der Republik Hatay.

Das neu gewählte Parlament trat am 2. September 1938 zusammen. Abd al-Ghani Turkman wurde zum Parlamentspräsidenten gewählt. In seiner Ansprache drückte er seine Freude darüber aus, dass das Land nun aus der 18 Jahre währenden „Knechtschaft“ befreit sei. Zum Staatspräsidenten wurde Tayfur Sökmen gewählt, zum Premierminister Abdurrahman Melek. Auf Vorschlag des Abgeordneten Subhi Barakat wurde der junge Staat „Hatay“ genannt. Der Name geht auf den Publizisten İsmail Müştak Mayakon zurück, der während der 1930er Jahre eine Abstammung der Türken von den Hethitern nachzuweisen versucht hatte.
Wegen seiner großen türkischen Einwohnerschaft wurde Antakya zur Hauptstadt Hatays, eine Flagge, die der türkischen sehr ähnlich war, wurde zur Staatsflagge bestimmt. Außerdem beschloss die Versammlung, eine Reihe türkischer Gesetze zu übernehmen und türkische Beamte zum Aufbau einer Staatsverwaltung und zur Aufstellung des Finanzhaushalts kommen zu lassen.

### Weitere Turkifizierung
Der Turkifizierungsprozess beschleunigte sich nach der Unabhängigkeitserklärung. Schulunterricht war nur noch auf Türkisch erlaubt und der türkische Lehrplan sollte befolgt werden. Arabische Beamte wurden aus ihren Ämtern entlassen. Die französischen Richter des obersten Gerichtes wurden durch türkische ersetzt. Darüber hinaus wurde Geistlichen in Anlehnung an den strengen Laizismus der Türkei das Tragen des traditionellen Tarbusch verboten.
Wirtschaftlich wurde der Anschluss an die Türkei vorbereitet, so fielen beispielsweise Anfang November 1938 die Zollschranken. Am 17. Februar 1939 übernahm das Parlament die vollständige türkische Gesetzgebung, am 14. März die Türkische Lira als Währung, sowie in den folgenden Tagen die türkischen Post-, Telegraphen- und Zollgebühren.

## Anschluss an die Türkei

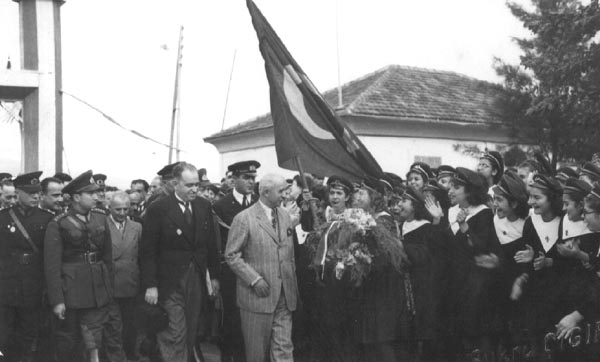
İsmet İnönü in Hatay am Tag des Anschlusses

Im Zuge der Bestrebungen der Türkei und des türkisch dominierten Parlaments von Hatay, Hatay an die Türkei anzuschließen, handelte die Türkei 1939 einen entsprechenden Vertrag mit Frankreich aus. Die Türkei sicherte darin unter anderem zu, keine Ansprüche auf weitere syrische Gebiete geltend zu machen und die syrischen Grenzen zu achten. Das Abkommen wurde am 23. Juni 1939 unterzeichnet und ebnete den Weg zu einem Bündnisvertrag der Türkei mit Frankreich und dem Vereinigten Königreich.
Am 28. Juni beschloss das Parlament von Hatay in seiner letzten Sitzung den Anschluss Hatays an die Türkei. Das türkische Parlament seinerseits stimmte diesem Ersuchen am 7. Juli 1939 zu, woraufhin Hatay Teil der türkischen Republik wurde. Die französischen Truppen zogen am 23. Juli aus Hatay ab.

## Reaktionen Syriens
Bereits im Juli 1939 waren viele arabische und armenische Familien aus Hatay ausgewandert. Insgesamt nahm Syrien um die 50.000 Flüchtlinge auf, darunter 22.000 Armenier, 12.000 sunnitische Araber, 10.000 Alawiten und 5.000 orthodoxe Christen. Zurück blieben vor allem arabische Bauern, die ihr Land nicht aufgeben konnten oder wollten.
Der endgültige Verlust Hatays führte zu einer offenen Regierungskrise in Damaskus, während der der syrische Staatspräsident Haschim Chalid al-Atassi am 8. Juli 1939 zurücktrat und der französische Hochkommissar die Verfassung außer Kraft setzte.
Das Abkommen zwischen Frankreich als Mandatsmacht und der Türkei als Rechtsnachfolger in der Herrschaft über Hatay wurde dem Völkerbund am 18. August 1939 übermittelt und besitzt – ungeachtet seines Zustandekommens – völkerrechtliche Gültigkeit. Die offizielle Haltung Syriens dagegen ist bis in die Gegenwart (Stand 2/2011), dass die Ausgliederung Hatays unrechtmäßig war und das Gebiet auch heute noch Teil Syriens ist.

## Hatay im Film

„Flagge Hatays“ im Abenteuerfilm Indiana Jones und der letzte Kreuzzug

Im Abenteuerfilm Indiana Jones und der letzte Kreuzzug von 1989 stellt Hatay einen der Haupthandlungsorte dar. Von der Namens- und Ortsgleichheit abgesehen, hat das im Film gezeigte Land allerdings nichts mit dem historischen Hatay zu tun. Die Flagge ist erfunden, ebenso die Staatsform, eine Monarchie mit einem Sultan an der Spitze. Die gegen Ende des Films gezeigten Ruinen befinden sich in Wirklichkeit in der antiken Felsenstadt Petra in Jordanien.